# Crimson Glory (álbum)
Crimson Glory es el álbum debut de la banda estadounidense de heavy metal Crimson Glory, publicado en 1986 por Par Records en los Estados Unidos y por Roadrunner en Europa. De acuerdo con Eduardo Rivadavia de Allmusic, su sonido es una mezcla de heavy metal y metal progresivo similar a The Warning de Queensrÿche, en que los tonos agudos de Midnight y las melodías armónicas de los guitarristas Jon Drenning y Ben Jackson son lo más destacable.

## Lista de canciones
Todas las canciones escritas por Midnight, Jon Drenning y Jeff Lords.

| N.º | Título                    | Duración |  |
| 1.  | «Valhalla»                | 3:46     |  |
| 2.  | «Dragon Lady»             | 4:21     |  |
| 3.  | «Heart of Steel»          | 6:07     |  |
| 4.  | «Azrael»                  | 5:42     |  |
| 5.  | «Mayday»                  | 2:59     |  |
| 6.  | «Queen of the Masquerade» | 5:27     |  |
| 7.  | «Angels of War»           | 5:23     |  |
| 8.  | «Lost Reflection»         | 4:43     |  |

| Pista adicional en la reedición disco compacto de 2008 |                |          |  |
| N.º                                                    | Título         | Duración |  |
| 9.                                                     | «Dream Dancer» | 6:54     |  |

## Músicos
- Midnight: voz
- Jon Drenning: guitarra líder
- Ben Jackson: guitarra rítmica
- Jeff Lords: bajo
- Dana Burnell: batería

Músicos adicionales
- Peter Abood: emulator y synclavier
- Jim Morris: programador de emulador
- Lex Macar: programador de synclavier